# Enrekang (Regierungsbezirk)
Enrekang ist ein Regierungsbezirk (Kabupaten) auf der indonesischen Insel Sulawesi. Der Bezirk ist Teil der Provinz Sulawesi Selatan und hat den gleichnamigen Ort im Westen des Bezirks als Verwaltungssitz.

## Geographie
Mit der Fläche von 1806,85 km² belegt Enrekang unter den 24 Verwaltungseinheiten der 2. Ebene den 10. Platz.

### Lage und Ausdehnung
Der Binnenbezirk liegt im Nordwesten der Provinz und erstreckt sich auf Höhenlagen zwischen 47 und 3.329 Metern. Er grenzt im Norden an den Kabupaten Tana Toraja, im Osten an Luwu, im Südosten und Süden an Sidenreng Rappang (Sidrap) sowie im Westen an den Kabupaten Pinrang.

### Grenzpunkte
Enrekang liegt südlich des Äquators und hat folgende äußere Grenzpunkte:
| Richtung | Kode          | Kec.       | Desa                 | Koordinaten         |
| -------- | ------------- | ---------- | -------------------- | ------------------- |
| N        | 73.16.12.2003 | Baroko     | Benteng Alla Utara00 | 03°14′15,27″ s. Br. |
| O        | 73.16.06.2008 | Bungin     | Sawitto              | 120°06′01,22″ ö. L. |
| S        | 73.16.01.2005 | Maiwa      | Salodua              | 03°49′21,70″ s. Br. |
| W        | 73.16.02.2011 | Enrekang00 | Tallu Bamba          | 119°41′07,74″ ö. L. |

### Klima und Wetter
Im Bezirk herrscht wie im übrigen Indonesien tropisches Regenwaldklima (feuchttropisches Klima), es gibt eine trockene Jahreszeit und die Regenzeit mit fließenden Übergängen. Im Volkszählungsjahr 2020 fielen insgesamt an 212 Tagen 1519 mm Niederschlag, der meiste im Juli (224 mm an 21 Tagen), der geringste im August (36 / 11).

## Verwaltungsgliederung
Der Bezirk Enrekang besteht aus zwölf Distrikten (Kecamatan), die sich in 129 Dörfer (indonesisch Desa) gliedern, 17 davon haben als Kelurahan ein urbanen Charakter. Die weitere Untergliederung erfolgt in 73 Linkungan (Umgebungen ?) und 448 Dusun (Weiler). (Stand 2024).

Die Lage der Kecamatan im Kabupaten

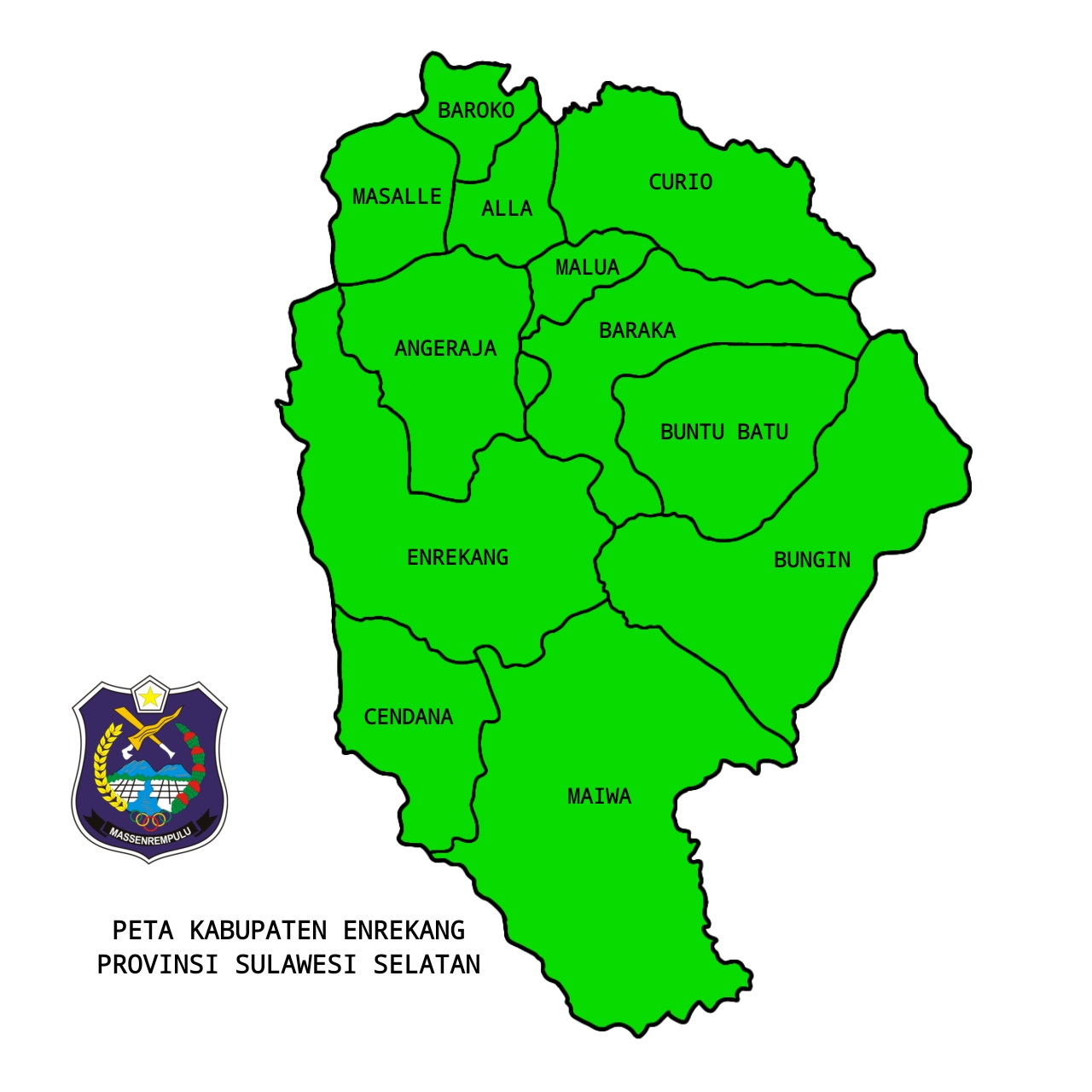
Verwaltungsübersicht

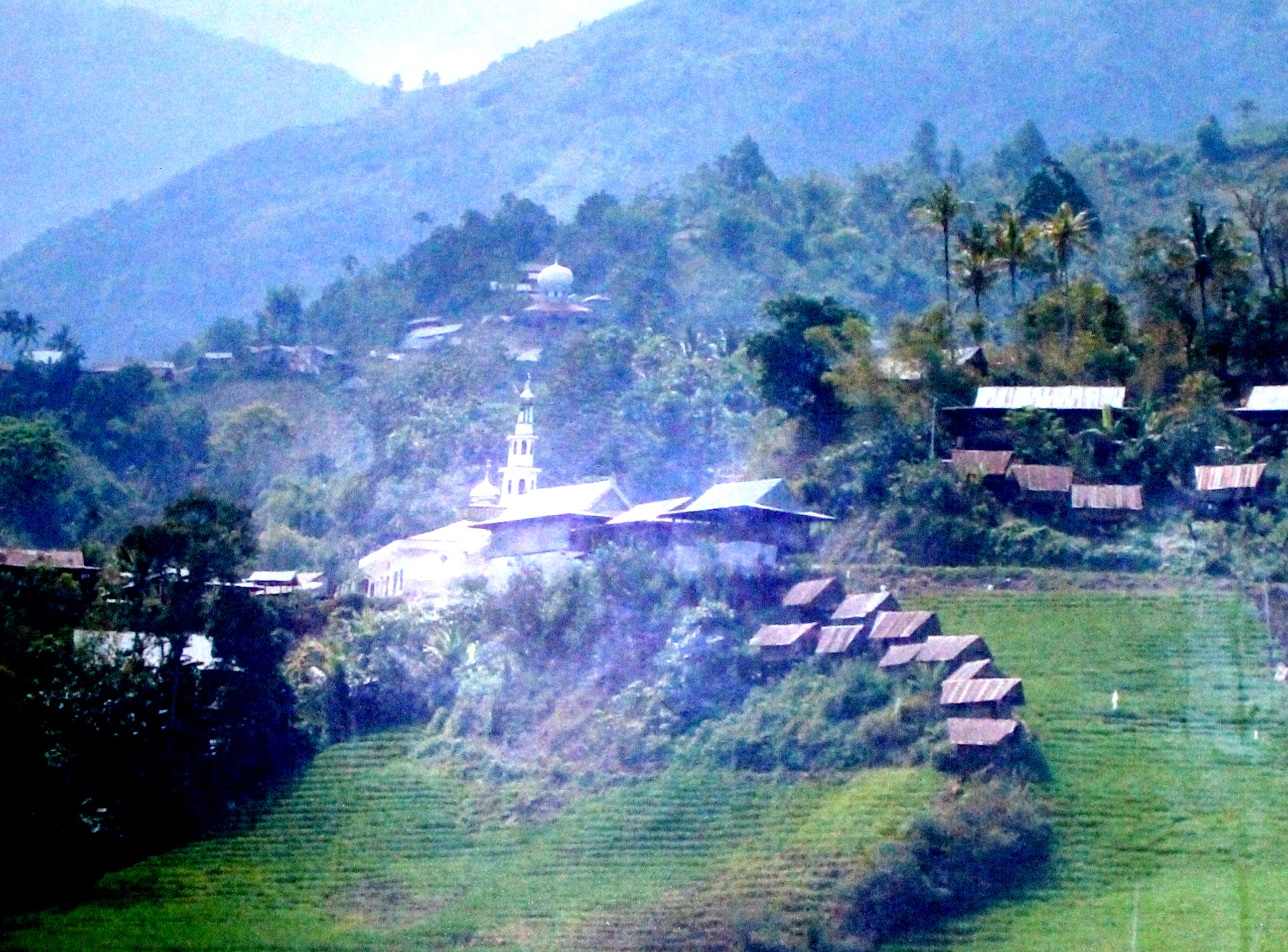
Das Dorf Bone Bone

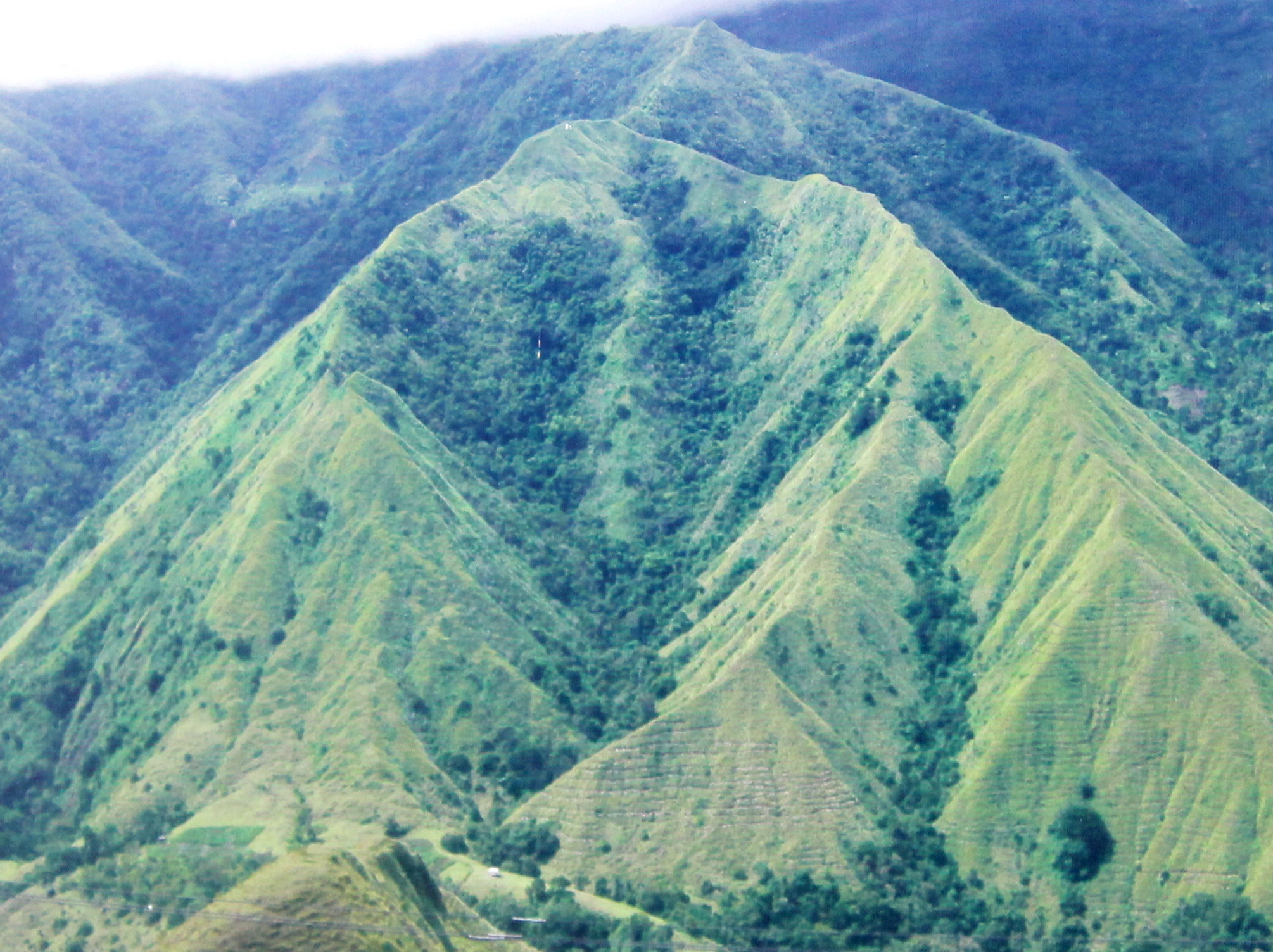
Der Berg Nona (oder Buntu Kabobong) ist 1580 m hoch

| Code 1)  | Kecamatan Distrikt | Ibukota Verwaltungssitz | Fläche (km²) | Einw. Zensus 2010 2) | Volkszählung 2020 3) | Volkszählung 2020 3) | Volkszählung 2020 3) | Anzahl der … |      |
| Code 1)  | Kecamatan Distrikt | Ibukota Verwaltungssitz | Fläche (km²) | Einw. Zensus 2010 2) | Einw. 3)             | 0Dichte 4)0          | Sex Ratio 5)         | Desa         | Kel. |
| -------- | ------------------ | ----------------------- | ------------ | -------------------- | -------------------- | -------------------- | -------------------- | ------------ | ---- |
| 73.16.01 | Maiwa              | Bangkala                | 392,87       | 23.119               | 27.880               | 70,96                | 101,68               | 21           | 1    |
| 73.16.02 | Enrekang           | Juppandang              | 291,19       | 30.568               | 37.080               | 127,34               | 101,76               | 12           | 6    |
| 73.16.03 | Baraka             | Baraka                  | 159,15       | 21.201               | 23.539               | 147,90               | 104,37               | 12           | 3    |
| 73.16.04 | Anggeraja          | Lakawan                 | 125,34       | 23.825               | 28.468               | 227,13               | 101,94               | 12           | 3    |
| 73.16.05 | Alla               | Kambiolangi             | 34,66        | 20.657               | 24.116               | 695,79               | 106,67               | 5            | 3    |
| 73.16.06 | Bungin             | Bungin                  | 236,84       | 4.345                | 5.508                | 23,26                | 108,48               | 6            | -    |
| 73.16.07 | Cendana            | Cendana                 | 91,01        | 8.695                | 9.935                | 109,16               | 99,30                | 7            | -    |
| 73.16.08 | Curio              | Curio                   | 178,51       | 14.841               | 17.816               | 99,80                | 106,61               | 11           | -    |
| 73.16.09 | Malua              | Malua                   | 40,36        | 7.641                | 9.154                | 226,81               | 100,26               | 7            | 1    |
| 73.16.10 | Buntu Batu         | Pasui                   | 126,65       | 12.779               | 15.248               | 120,39               | 106,08               | 8            | -    |
| 73.16.11 | Masalle            | Masalle                 | 68,35        | 12.298               | 14.612               | 213,78               | 104,68               | 6            | -    |
| 73.16.12 | Baroko             | Baroko                  | 41,08        | 10.279               | 11.816               | 287,63               | 107,30               | 5            | -    |
| 73.16    | Kab. Enrekang      | Kab. Enrekang           | 1.786,01     | 190.248              | 225.172              | 126,08               | 103,69               | 112          | 17   |

## Demographie
Der Kabupaten belegt innerhalb der Provinz Platz 19 in der Einwohnerzahl (2,46 % anteilig). In der Bevölkerungsdichte wird Platz 20 erreicht (129,8Einw. je km²), unterhalb des Provinzwertes von 210,2 (Angaben von 2024). Neben indonesisch als Amtssprache wurde vor allem Massenrengpulu und im Süden des Bezirks Bugis gesprochen.
Von der Bevölkerung am Jahresende 2024 waren 53,51 % ledig, 41,27 % verheiratet, 1,38 % geschieden sowie 3,84 % verwitwet.

### Durchschnittswerte der administrativen Einheiten
Für das Jahr 2024 wurden folgende Durchschnittswerte für Einwohnerzahl und Fläche (km²) für die Distrikte und die Dörfer ermittelt.
| Durchschnitt pro …  | Kab. Enrekang0 | Kab. Enrekang0 | Prov. SULSEL0 | Prov. SULSEL0 |
| Durchschnitt pro …  | Einw.          | Fläche         | Einw.         | Fläche        |
| ------------------- | -------------- | -------------- | ------------- | ------------- |
| Kecamatan           | 19.539         | 150,57         | 30.442        | 144,83        |
| Desa u. Kelurahan00 | 01.818         | 014,01         | 03.113        | 014,81        |

### Soziale Daten 2020
| Merkmal                                                             | Kab. Enrekang | 0Prov. Sulawesi Selatan0 |
| ------------------------------------------------------------------- | ------------- | ------------------------ |
| Bevölkerung unterhalb der Armutsgrenze (Tsd.)00                     | 25,250        | 776,830                  |
| Anteil der „armen Bevölkerung“ (indonesisch Penduduk miskin) (%)000 | 12,170        | 8,720                    |
| Arbeitslosenrate (%)                                                | 2,440         | 6,310                    |
| Lebenserwartung bei der Geburt (Jahre)                              | 70,910        | 70,570                   |
| HDI-Index                                                           | 72,760        | 71,930                   |
| Analphabetenrate (in %, 15+ J.)                                     | 7,90          | 7,440                    |
| Anteil der Altersgruppen                                            | 0Real0        | 00.Prozentual0           |
| Kinder (<15 J.)                                                     | 58.2440       | 25,87                    |
| arbeitsfähige Bevölkerung (15–64 J.)                                | 151.3880      | 67,23                    |
| Rentner und Pensionäre (>65 J.)                                     | 0.15.5400     | 06,90                    |

### Religion und Bevölkerungsverteilung
| Religion      | Gläubige | Anteil (%) | Gebäude 2020 |
| ------------- | -------- | ---------- | ------------ |
| Islam         | 233.2220 | 99,470     | 6660 9)      |
| Protestanten0 | 1.1510   | 0,490      | 130          |
| Katholiken0   | 780      | 1,530      | –0           |
| Hindus        | 70       | 2,760      | –0           |
| Buddhisten    | 40       | <0,010     | –0           |

| Jahr | Gesamt- Bevölkerung | Männer  | %     | Frauen  | %     | Sex Ratio 5) |
| 2016 | 238.990             | 122.550 | 51,28 | 116.440 | 48,72 | 105,25       |
| 2017 | 241.696             | 123.912 | 51,27 | 117.784 | 48,73 | 105,20       |
| 2018 | 236.312             | 120.380 | 50,94 | 115.932 | 49,06 | 103,84       |
| 2019 | 226.776             | 115.491 | 50,93 | 111.285 | 49,07 | 103,78       |
| 2020 | 227.825             | 116.000 | 50,92 | 111.825 | 49,08 | 103,73       |
| 2021 | 228.087             | 116.085 | 50,90 | 112.002 | 49,10 | 103,65       |
| 2022 | 228.716             | 116.254 | 50,83 | 112.462 | 49,17 | 103,37       |
| 2023 | 231.301             | 117.519 | 50,81 | 113.782 | 49,19 | 103,28       |
| 2024 | 234.470             | 119.217 | 50,85 | 115.253 | 49,15 | 103,44       |

Die Tabelle gibt die durch die Zivilstandsbüros (Disdukcapil, indonesisch Dinas Kependudukan dan Pencatatan Sipil) veröffentlichten Fortschreibungsergebnisse zum Jahresende für die letzten neun Jahre wieder.

### Aktuelle Daten der Bevölkerungsfortschreibung
Nachfolgende Tabelle gibt den Einwohnerstand nach Geschlecht zur Volkszählung 2020, zum Ende 2022 sowie zum Jahresende 2024 wieder. Beide letztere Daten resultieren aus den Ergebnissen der Fortschreibung durch die örtlichen Zivilstandsbüros (Disdukcapil, indonesisch Dinas Kependudukan dan Pencatatan Sipil). Der aktuelle Einwohnerstand kann jederzeit in einer interaktiven Karte abgerufen werden.

| Kecamatan      | Zensus 2020 | Zensus 2020 | Zensus 2020 | Ende 2022 | Ende 2024 | Ende 2024 | Ende 2024 | Fläche km² | Bevöl kerungs dichte | Sex Ratio 5) |
| Kecamatan      | Insg.       | männl.      | weibl.      | Ende 2022 | Insg.     | männl.    | weibl.    | Fläche km² | Bevöl kerungs dichte | Sex Ratio 5) |
| -------------- | ----------- | ----------- | ----------- | --------- | --------- | --------- | --------- | ---------- | -------------------- | ------------ |
| Maiwa          | 14.056      | 13.824      | 27.880      | 28.182    | 28.788    | 14.510    | 14.278    | 378,56     | 76,05                | 101,62       |
| Enrekang       | 18.702      | 18.378      | 37.080      | 37.123    | 37.636    | 18.948    | 18.688    | 273,16     | 137,78               | 101,39       |
| Baraka         | 12.021      | 11.518      | 23.539      | 23.953    | 24.479    | 12.420    | 12.059    | 143,81     | 170,22               | 102,99       |
| Anggeraja      | 14.371      | 14.097      | 28.468      | 28.811    | 29.961    | 15.178    | 14.783    | 136,99     | 218,71               | 102,67       |
| Alla           | 12.447      | 11.669      | 24.116      | 24.687    | 25.444    | 13.117    | 12.327    | 47,77      | 532,67               | 106,41       |
| Bungin         | 2.866       | 2.642       | 5.508       | 5.600     | 5.778     | 2.989     | 2.789     | 263,39     | 21,94                | 107,17       |
| Cendana        | 4.950       | 4.985       | 9.935       | 10.044    | 10.220    | 5.061     | 5.159     | 93,08      | 109,80               | 98,10        |
| Curio          | 9.193       | 8.623       | 17.816      | 18.185    | 18.666    | 9.641     | 9.025     | 171,21     | 109,03               | 106,83       |
| Malua          | 4.583       | 4.571       | 9.154       | 9.293     | 9.659     | 4.829     | 4.830     | 42,57      | 226,90               | 99,98        |
| Buntu Batu     | 7.849       | 7.399       | 15.248      | 15.699    | 16.186    | 8.306     | 7.880     | 150,53     | 107,53               | 105,41       |
| Masalle        | 7.473       | 7.139       | 14.612      | 14.915    | 15.339    | 7.841     | 7.498     | 69,77      | 219,84               | 104,57       |
| Baroko         | 6.116       | 5.700       | 11.816      | 12.062    | 12.314    | 6.377     | 5.937     | 35,99      | 342,14               | 107,41       |
| Kab. Enrekang0 | 114.627     | 110.545     | 225.172     | 228.554   | 234.470   | 119.217   | 115.253   | 1.806,82   | 129,77               | 103,44       |